# Tanacetum falconeri
Tanacetum falconeri — вид рослин з родини айстрових (Asteraceae), поширений у Гімалаях.

## Опис
Це багаторічна або рідко однорічна трава заввишки 40–60(70) см. Кореневище дерев'янисте. Листок завдовжки 1–9(13) см, включаючи ніжку, 2-перисто-розсічений на лінійні, гострі кінцеві сегменти, шовковисто запушений з обох боків. Квіткові голови 2–3(4) см в поперечнику, у кінцевих щитках. Язичкові квітки відсутні; дискові квітки жовті, з 5-зубчастим трубчастим віночком завдовжки 2–4 мм. Плоди блідо-коричневі, завдовжки 1–1.5(3) мм, залозисті. Період цвітіння: липень — вересень.

## Середовище проживання
Поширений на півночі Пакистану, у західних Гімалаях Індії, у західному Тибеті. Росте на кам'янистих осипах, навколо озер, трав'янистих хребтах, у рівнинних долинах; на висотах 2000–4000 м.